# Уфимское приборостроительное производственное объединение
Уфимское приборостроительное производственное объединение (УППО) (башк. Өфө приборҙар эшләү производство берекмәһе) — одно из крупнейших промышленных производственных объединений авиационного приборостроения в СССР, а затем — в России и СНГ. До 1991 года — Уфимский ордена «Знак Почёта» приборостроительный завод имени В. И. Ленина.
Выпускает системы автоматического управления летательными аппаратами, бортовые вычислительные комплексы, изделия производственно-технического назначения. Потребителями продукции являются авиазаводы и авиационно-технические базы.

## История
Постановлением Совета министров СССР от 6 июня 1952 года было решено построить в Уфе завод авиационного приборостроения.
21 января 1956 года приказом № 36 министра авиационной промышленности СССР, в связи с окончанием строительства корпуса № 1 объекта А-147, был введён в эксплуатацию Государственный союзный завод № 123 Министерства авиационной промышленности СССР (п/я № 40). В течение следующих 10 лет создавались цеха и производства предприятия. В соответствии с Постановлением Совета Министров СССР № 713–342 от 26.06.1957 года, завод передан в ведение Башкирского Совета народного хозяйства РСФСР.
В 1960 году, Распоряжением Совета министров РСФСР № 1661-РС от 07.10.1959 года, переименован в Уфимский приборный завод (УПЗ, п/я В-2887). С 1966 года — Уфимский приборостроительный завод. В 1969–1989 годах — Уфимский приборостроительный завод им. В. И. Ленина. В 1969 году был награждён орденом Ленина. В 1972 году работало свыше 13000 человек. В 1972–1987 годах находился в ведении 9 Главного управления Министерства авиационной промышленности СССР. В 1976 награждён орденом «Знак Почёта».
В 1974 году разработан первый логотип завода (товарный знак № 52115).
В 1989 году на базе завода было создано Уфимского приборостроительное производственное объединение Министерства авиационной промышленности СССР. В его состав также вошли: Специализированное производство по изготовлению печатных плат; Специализированное производство по выпуску товаров народного потребления; Опытно-конструкторское бюро «Орбита» (создано в 1987 как ОКБ завода). Всего в то время действовало 19 основных и 22 вспомогательных цеха.
С 1991 года входило в Корпорацию «Авиаприбор» как Федеральное государственное унитарное предприятие «УППО». В 1994 году работало 5775 человек.
В 2003 году объединение находилось в ведении Российского авиакосмического агентства. Имело подразделения: ООО «Энергометрия» (создано в 1995 году для производства счетчиков расхода электроэнергии и воды), ООО «АРМ Гарант» (создано в 1993 году для производства электроприводов запорной арматуры нефтепроводов и пневматических приводов со струйным двигателем), Торговый дом «Авитрон», ПНН (предприятие нефтегазового направления) «Авитрон-Ойл» (создано 23.02.1996 года в результате конверсии производства для разработки и внедрения информационных систем для АСУ ТП), АТП «Фаэтон».
Указом Президента РФ № 1009 от 4.08.2004 года, ФГУП «УППО» вошло в число стратегических оборонных предприятий. По Указом Президента РФ № 1052 от 10.07.2008 года, исключено из перечня стратегических предприятий, преобразовано в открытое акционерное общество, и вошло в состав Корпорации «Ростехнологии». В 2009 году работало 2139 человек.
С 2012 года 100% акций принадлежат Росимуществу, преобразовано в закрытое акционерное общество.
В 2012 году разработан новый логотип завода (товарный знак № 508567).
В 2015 году на объединении внедрена система бережливого производства на основе системы 5S.

## Продукция
Уже в 1957 году освоено производство 16 новых видов авиационных изделий, в частности, указатели моторной группы, электроизмерительные приборы и тензоаппаратура.
В 1958 году начат серийный выпуск гироскопических автопилотов. В 1959 году начато производство высокоточных электронных устройств. В 1962 году начат серийный выпуск бортовой аналоговой вычислительной техники. В 1966 году освоено производство вычислительных «Аналог-1» и «ЭДВМ».
В космической гонке завод участвовал в создании космических кораблей «Восток» и «Восход», транспортных кораблей «Союз» и «Прогресс», орбитальных станций «Салют» и «Мир», модулей «Квант-2», «Кристалл», «Альфа».
В 1967 году освоено производство электробритв Philishave SC 8010 (англ.) по лицензии Philips под маркой «Агидель».
В начале 1990-х освоен выпуск продукции для других отраслей промышленности: счётчиков электроэнергии и расхода воды, систем контроля и управления технологическим оборудованием нефтяных месторождений (АСУ ТП).
В 2000—2005 годах освоен выпуск пультов управления тягой двигателя ПУТ-3, вычислительные блоки для самолёта Ил-96, высоковольтный стабилизатор СВ-3 для лазерного гироскопа системы БИНС-85. В 2007 году, после долгих лет перерыва, возобновлён выпуск ряда важных приборов для Ракетно-космической корпорации «Энергия» им. С. П. Королёва. Также освоено производство нефтегазового оборудования: пневматических приводов со струйным двигателем.
Авиационные приборы:
- Автопилоты
  - АП-28Д1 для Ан-12, АП-28Л1 для Ан-24, АП-28Л1Ф для Ан-30, АП-28Л1И для Ан-32, АП-34Б для Ми-8, Ми-10, Ми-17, АП-40 «Кремень-40» для Як-40, АП-103 для Бе-103; РТА-16-6 для Ил-18; РТА-16-10 для Ил-62; РС для Ил-76; АБСУ-134А, АП-134А, АТ-5 для Ту-134
- Системы управления САУ и ЦВМ
  - САУ-28 для Ан-38; САУ28-02 для Ан-140; САУ-23АМ, ЦВМ10-15, −15-23, ЦВМ20-23К для МиГ-23; ЦВМ20-6-1, −6-02 для МиГ-29; ЦВМ10-15-44Л, −23МС для МиГ-27; ЦВМ20-22 для Су-17 (1983); ЦВМ20-51М для Су-27; ЗПУ-24 для Ка-27; САУ-В24-1 для Ми-24; ВУАП-1 для Ми-26
- Бортовые вычислительные устройства БВУУ, БВУТ, БВУП, ВЦ-2 для САУ, ЭДСУ
  - ВСУП-85, БИНС-85 для Ил-96, Ту-214, Ту-204, Ту-334; БИНС-85, БП, БЦВМ90-601, −602 и −603, ЭДСУ-70М, ВСПрНК-77, ЭСИ-77 для Ан-70; бортовые вычислительные устройства БВУУ, БВУТ, БВУП, ВЦ-2 для САУ и ЭДСУ самолетов (2006)
- Комплексы
  - «Пижма-1» с ЦВМ 20-86К для Ил-86; «Тополь» с ЦВМ20-55 для Ан-72; «Жасмин» с ЦВМ 80-40000 для Ту-154; БНК-1П-42 «Ольха-1», пилотажный комплекс БПК-1П-42 с САУ-42, демпфер рыскания АДР-42 для Як-42; навигационный комплекс БНК-1П-42-01 «Ива» с ЦВМ20-1МИ, БПК-1П-42-01 для Як-42Д; пилотажный комплекс ПК-72 с САУ-72, пилотажный комплекс ПК-72-03 с САУ-72-03, навигационный комплекс «Мальва-4» с ЦВМ20-19К для Ан-74; САУ-3-400 для Ан-124
- Модули на БЦВМ-90 для бортовых вычислительных систем

Промышленное оборудование:
- Привод «Эвимта» с пневмодвигателем[7]

Товары народного потребления:
- Электробритва «Агидель» различных модификаций: «Космическая» электробритва «Агидель-1К»[6][8], «Агидель-М», «Агидель-3», и другие. К 1994 году было выпущено суммарно 183000 штуки; в 2009 году было выпущено 4100 штук. Дальнейшее производство и марка переданы на Бердский электромеханический завод[9], где выпускаются дочерним предприятием ООО «Электроприборы-БЭМЗ»
- Портативный кассетный магнитофон «Агидель-301» с модификациями «Агидель-МП302С»[10] и «Агидель-МП303С» (аналогичный магнитофон «Элегия-301» выпускался Воронежским заводом «Электроприбор», а также Арзамасским приборостроительным заводом «Легенда-301»)[11][12][13]
- Кофемолка. К 1994 году было выпущено 1600 штук
- Электролобзик-насадка. К 1994 году было выпущено 2500 штук

### Опытная партия и образцы
- Проигрыватель компакт-дисков «Агидель ПКД-001С»[14][15], опытно выпущен в 1994 году
- Усилители звуковых частот «Агидель УП-001С» и «Агидель УМ-001С»[14], опытно выпущены в 1994 году

## Структура
В 1960-е годы для сотрудников завода массово построены жилые многоквартирные дома — «хрущёвки» — по проспекту Октября и улице Рихарда Зорге.
В 1961 году построен хоккейный стадион со школой, ныне — Спортивно-оздоровительный комплекс имени Салавата Юлаева (улица 50 лет СССР, 36/1) — продан в 2013 году за 89,7 млн рублей.
В 1967 году, по заказу завода, Строительным трестом № 3 построен Дворец спорта — первое спортивное сооружение в БАССР с искусственным льдом и самое крупное крытое спортивное сооружение в Башкортостане до 2007 года. С 1992 года перешёл в муниципальную собственность, а затем передан в аренду Ново-Уфимскому нефтеперерабатывающему заводу.
Объединению принадлежит, как филиал, санаторий «Солнечные пески» площадью 9 га в районе деревни Мелькомбината, который с 2019 года продаётся. Ранее, объединению также принадлежал, как филиал, детский оздоровительный лагерь «Берёзка» площадью 22,59 га в районе деревни Лекаревки, проданный в 2018 году за 45 млн рублей Министерству земельных и имущественных отношений Башкортостана.
Действует Совет ветеранов УППО.

## Руководство
- 1954–1974 — первый директор Николай Григорьевич Ковалёв[24]
- 1974(08.1975)–1986 —  директор Гений Викторович Панков[25], который работал на УППО с 1964 года
- 01.1986–1992 — директор, генеральный директор (с 1989 года) Николай Анатольевич Золотухин[26][27][28], который работал на УППО с 1956 года
- 1992–1994 — генеральный директор Виталий Константинович Абрамов[29], который работал на УППО с 1964 года
- 1994–2005 — генеральный директор Юрий Григорьевич Бакланов[30], который работал на УППО с 1960 года
- 2005–2006 — генеральный директор Александр Анатольевич Герасин[31][32][33], ранее — первый заместитель генерального директора корпорации «МиГ» по гражданской авиации
- 2006–2013 — генеральный директор Альберт Алексеевич Карпов[34], ранее — заместитель генерального директора УППО (2004–2005 годы); начальник отдела филиала по городе Москве Российского государственного центра стандартизации и учета объектов недвижимости
- 12.2013–01.2014 — генеральный директор Вилсор Рафгатович Халиуллин[35][36][37]
- 2014–2021 — генеральный директор Марат Фаритович Бадгутдинов[38], ранее — исполнительный директор
- 10.01.2022 — по настоящее время — генеральный директор Илья Викторович Пупин[39]